# Alfred Escher
Alfred Escher (Zürich, 1819. február 20. – Zürich, 1882. december 6.) svájci politikus, szövetségi parlamenti képviselő, vasútmágnás. A svájci vasutak államosításával szembeni ellenállás egyik vezéralakja volt.

## Élete
Zürich kantonban kezdte meg politikai pályafutását, 1848-ban a zürichi kormányzat elnöke lett. Még abban az évben a Nationalrat tagjává is választották. Haláláig, 1882-ig tagja maradt a gyűlésnek. Négyszer volt a nemzetgyűlés elnöke. Mérsékelt nézeteket képviselt, és ezzel gyakran szembemenetelt egyik legfőbb politikai riválisával, Jakob Stämpfli radikális törekvéseivel. Escher 1850 és 1870 között az egyik legbefolyásosabb nemzetgyűlési tag volt Svájcban. Egyik alapítója volt a Schweizerische Kreditanstalt (napjainkban Credit Suisse) cégnek 1856. július 5-én. Egy vasúttársaság elnökeként támogatta, hogy a svájci vasutak magántőkéből épüljenek, ellenezte Stämpfli államosítási programját. Kezdeményezte a Gotthard-vasútvonal megépítését, 1871 és 1878 között ő felügyelte a munkálatok elvégzését.